# 羚羊社区
羚羊社区隶属于中华人民共和国海南省三沙市西沙区永乐群岛管理委员会，成立于2010年，地处南中国海西沙群岛羚羊礁。羚羊社区辖羚羊礁。
为减少台风对房屋的冲击，羚羊社区的居民将房屋间距建得很近。整个社区所有的房屋从房梁到屋顶均由坚硬的珊瑚和贝壳打磨堆积而成，远远望去，村子呈“灰白”色。